# Сеттат
Сетта́т (араб. سطات, бербер. ⵥⴻⵟⵟⴰⵜ) — місто у Марокко, в регіоні Касабланка — Сеттат. Лежить на плато між столицею країни Рабатом і містом Марракешем. Відоме своєю стародавньою Касбою Ісмаїлія, що розташована у середмісті. Є другим містом регіону за кількістю населення (142 250 осіб).

## Назва
Назва міста походить від назви одного з берберських кланів на ім’я «Айт Сеттат».

## Історія
Сеттат був заснований як касба марокканським правителем XVIII століття Мулаєм Ісмаїлом провокує процес урбанізації. Поселення, що було розташоване на дорозі з півночі на південь країни, стало стрімко збільшуватися та невдовзі стало адміністративним центром усього регіону. Наявність у цій місцевості родючих ґрунтів сприяла розвитку сільського господарства. До того ж, у місті оселилося чимало марокканських євреїв, що заснували власний квартал під назвою Мелла.
Під час французької колонізації Магрибу XX століття місто зазнало стрімкого росту населення у 1913—1925 роках. Ця тенденція зберігалася до початку п'ятдесятих років, коли внаслідок розвитку Касабланки, Сеттат та інші міста відійшли на другий план.

## Міста-побратими
- Бургос, Іспанія.
- Тур, Франція.
- Ла-Сель-Сен-Клу, Франція